# Ázerbájdžán na Letních olympijských hrách 2016
Ázerbájdžán na Letních olympijských hrách 2016 .

## Medailové pozice
| Medaile | Jméno                    | Sport      | Disciplína                    |
| ------- | ------------------------ | ---------- | ----------------------------- |
| Zlato   | Radik Isajev             | Taekwondo  | Muži +80 kg                   |
| Stříbro | Rustam Orudžov           | Judo       | Muži 73 kg                    |
| Stříbro | Elmar Gasimov            | Judo       | Muži 100 kg                   |
| Stříbro | Marija Stadnyková        | Zápas      | Ženy volný způsob 48 kg       |
| Stříbro | Valentin Demjanenko      | Kanoistika | Muži C-1 200 m                |
| Stříbro | Togrul Asgarov           | Zápas      | Muži volný způsob 65 kg       |
| Stříbro | Lorenzo Sotomayor        | Box        | Muži Velterová váha (– 64 kg) |
| Stříbro | Chetag Gozjumov          | Zápas      | Muži volný způsob 97 kg       |
| Bronz   | Sabáh Šaríatí            | Zápas      | Muži řecko-římský 130 kg      |
| Bronz   | Inna Osypenková-Radomská | Kanoistika | Ženy K-1 200 m                |
| Bronz   | Rasul Čunajev            | Zápas      | Muži řecko-římský 66 kg       |
| Bronz   | Patimat Abakarova        | Taekwondo  | Ženy 49 kg                    |
| Bronz   | Kamran Shakhsuvarly      | Box        | Muži Střední váha (– 75 kg)   |
| Bronz   | Nataliya Synyshyn        | Zápas      | Ženy volný způsob 53 kg       |
| Bronz   | Hadži Alijev             | Zápas      | Muži volný způsob 57 kg       |
| Bronz   | Džabrajil Hasanov        | Zápas      | Muži volný způsob 74 kg       |
| Bronz   | Milad Beigi              | Taekwondo  | Muži 80 kg                    |
| Bronz   | Šarif Šarifov            | Zápas      | Muži volný způsob 86 kg       |